# Кинг, Аллин
Аллин Кинг (англ. Allyn King; 1 февраля 1899 — 31 марта 1930) — американская актриса театра и кино а также певица, начавшая свою карьеру в водевиллях, а позже играла в «Безумствах Зигфелда».
Суицид Кинг в 1930 году был результатом её постоянных попыток удовлетворить требование режиссёров и продюсеров оставаться ненормально худой.

## Ранняя жизнь
Кинг родилась в Северной Каролине у Аллена С. и Фиби (урождённая Уитакер). Через год после её рождения семья Кинг проживала в Уинстоне (ныне Уинстон-Сейлем). Аллен Кинг был родом из Луизианы, и в начале 1900-х годов, получив степень вернулся в свой родной штат, чтобы заниматься медициной в Морган Сити. Семья Фиби Кинг была родом из Голдсборо, располагающийся, примерно, в 54 милях к юго-востоку от Роли, где по сообщениям прессы Аллин Кинг позже проживала
.
19 мая 1909 года Лерой Оливер, шестнадцати летний сын умершего доктора, пришёл в городской офис доктора Кинга, где застрелил его. Позднее Оливер сказал полиции, что доктор Кинг якобы пользовался его сестрой. На момент убийства её мужа, Фиби Кинг и её дочери, Фиби и Эллин, навещали родственников в Северной Каролине.

## Карьера
Сценическая карьера Кинг началась в раннем возрасте. К тому времени, когда ей исполнилось 15 лет, она выступала в водевиллях в качестве певчего комика в New York’s Proctor’s Twenty-Third Street Theatre, а в следующем году выступала уже в качестве комика и танцовщицы в Зигфелдовском спектакле Top-O-The -Clock Review.
В сентябре 1916 года она заменила популярную актрису Джастин Джонсон, после того как та ушла из-за отказа Флоренза Зигфелда-младшего позволить её ухажеру посещать её раздевалку. Кинг оставалась с Зигфелдом в течение пяти сезонов, прежде чем получить скромный успех на Бродвее в начале 1920-х годах.
В 1920 году исполнила роль Алисии Боннер в успешной комедийной постановке Эвери Хупвуда Ночь женщин, которая ставилась 360 раз в Eltinge Theatre на 42-й улице. А в 1924 году исполнила роль Луизы Эндикотт в комедийном мюзикле Уильяма Лебарона и Кона Конрада Moonlight, ставившуюся 174 раза в театре «Лонгакр». В 1925 году Кинг выступала в спектакле Seduction, в котором также участвовали танцующие девушки гарема. Другими её бродвейскими шоу были: Sun Showers (1923), Florida Girl (1925) и 90 Horsepower (1926). Все они ставились непродолжительное время.
Также Кинг появилась как минимум в одном немом фильме, Боевой клинок (англ. The Fighting Blade, 1923), где она исполнила роль Шарлотты Масгроув, сестру Томсин, чей любовник — голландец Карл Ван Керстенбрук, приехал в Англию, чтобы служить в армии Оливера Кромвеля.

### Спад карьеры
В 1927 году Кинг чуть было не умерла после просидки на диете, связанной с голодом и с таблетками для похудания, пытаясь сохранить мальчишескую фигуру, модную по тем временам. Она провела почти два года в санатории, прежде чем отправиться жить вместе со своей тётей в Нью-Йорк. Желание Кинг весить от 20 до 30 фунтов ниже своего оптимального веса объяснялось следующим пунктом в её действующем контракте.
Эта [часть] специально внесена в данный договор и является его ключевой частью, поэтому, если вы в какой-либо момент срока действия данного договора наберете вес более чем на 16 фунтов или сбросите более 10 фунтов, или если позволите размеру охвата любой части вашего тела отклонится более чем на полдюйма от следующих цифр, вес — 115 фунтов, охват шеи — 12,5 дюймов, бюст — 34 дюйма, верхняя рука — 11, нижняя — 7,5, талия — 26, таз — 34, бёрда — 18, икры — 12, лодыжки — 8,5, тогда в случае этого мы будем иметь право расторгнуть данный контракт с уведомлением вас об этом за неделю до.
После отбытия из санатория, чтобы жить вместе со своей тётей, Кинг изучала музыку с целью возможной карьеры на радио.

## Личная жизнь
По сообщениям, в 1924 году Кинг была в помолвлена с Карлом Видеманном, богатым пивоваром из Ньюпорта, штат Кентукки. Также по воспоминаниям он был владельцем гоночной лошади. Позже Видеманн заявил: «Я не женат и не обручался».

## Смерть
29 марта 1930 года Кинг спрыгнула с пятого этажа нью-йоркских апартаментов её тети. Она оставила записку, где выразила сожаление о том, что она не сможет вернуться на Бродвей. Кинг пережила падение, получив переломы конечностей и черепа, а её врачи были уверены, что она сможет оправиться. Хотя Кинг была в уме и здравии, её состояние ухудшилось и она умерла от травм 31 марта 1930 года. Годом ранее смерть немецкой актрисы Мариетты Милнер также объяснялась чрезмерной диетой для выполнения её контрактных обязательств.
Около 2000 человек посетили похоронную церемонию Кинг, состоявшуюся 2 апреля в Campbell Funeral Church на Бродвее и на 66-й улице, после которой на кладбище Mount Hope Cemetery в Хэйстингс-он-Гудзон (ныне известна как кладбище «Уэстчестер-Хиллз») состоялась частная церемония на которой присутствовали её мать, сестра, близкие друзья и семья.